# Viktor Meshkov
Viktor Meshkov (nascido em 1926) é um ex-ciclista soviético.
Competiu pela União Soviética nos Jogos Olímpicos de Verão de 1952 na prova de perseguição por equipes (4 000 m) e terminou em décimo quarto lugar.